# Лион
Лион (фр. Lyon) је главни град региона Рона-Алпи и департмана Рона у источној Француској. Град се налази на ушћу реке Саоне у реку Рону. По подацима из 2006. године број становника у месту је био 472.305. Лион је после Париза и Марсеља трећи највећи град у Француској. Са око 1,3 милиона житеља у ширем градском подручју (некадашњи регион Лионез), лионска област је друга највећа у земљи, после паришке. Недалеко од града се налазе виноградарске области Божоле (северно) и Обале Роне (јужно). Град је познат и као центар француске гастрономије. Лион је седиште међународне полицијске организације Интерпол.
Економски, Лион је главни центар банкарске, хемијске, фармацеутске и биотехнолошке индустрије. Град садржи значајну софтверску индустрију са посебним фокусом на видео игрице; последњих година је подстакао растући локални старт-уп сектор. Дом реномираних универзитета и високошколских школа, Лион је други по величини студентски град у Француској, са универзитетском популацијом од скоро 200.000 студената у Лионској метрополи. Лион је домаћин међународног седишта Интерпола, Међународне агенције за истраживање рака, као и Euronews-а. Према Истраживачком институту за глобализацију и светско рангирање, Лион се сматра Бета градом, на бази података из 2018. године. Он је заузео друго место у Француској и 40. глобално на Мерцеровој ранглисти животних услова за 2019. годину.

## Историја
Лион су основали Римљани 43. године п. н. е. и дали граду име Лугдунум („брда светлости“). Град је био центар управе у провинцији Галија. Ову улогу Лион је играо око 300 година, све до времена кад је царство ослабило, а са њим и значај града.
Године 177. овде је спаљена мученица Бландина, која је касније сматрана заштитницом града. Бургунди су освојили град 461, и до инвазије Франака 534, Лион је био краљевска престоница. Град су уништили Арапи продирући из Шпаније 725. Тек у 11. веку Лион је добио већи значај у региону, када је град постао управно седиште католичке цркве за Галију. Кардинал Лиона је и данас врховни вођа католичке цркве у Француској. Свето римско царство је освојило област Лиона 1032. Током периода ренесансе град је постао центар производње и трговине свилом. Француске трупе су освојиле Лион 1310. Куга је тешко погодила становништво 1348.
У време Француске револуције град је добио име „Град без имена“, као казну за монархистичку опредељеност становништва. Лион је у 19. веку постао важан индустријски град.
За време немачке окупације у Другом светском рату, Лион је био центар покрета отпора.

## Географија
Рона и Саона спајају се јужно од историјског центра града, формирајући полуострво – „Прескил” – ограничено са два велика брда на западу и северу и великом равницом на истоку. Плас Белекур се налази на Прескилу између две реке и трећи је по величини јавни трг у Француској. Широка пешачка улица Републике води северно од трга Белекур.
Северно брдо је Ла Ква-Рус, познато као „брдо које ради“, јер је традиционално било дом многих малих радионица свиле, индустрије по којој је град дуго био познат.
Западно брдо је Фурвијер, познато као „брдо које се моли” јер је то локација за базилику Нотре-Даме де Фурвиер, неколико самостана и надбискупску резиденцију. Округ Стари Лион такође је домаћин Металног торња (веома видљивог ТВ торња, који реплицира последњу фазу Ајфелове куле) и једне од градских железница. Фурвиер, заједно са деловима Прескила и великим делом Ла Ква-Руса, назначен је као Унекова локација светске баштине.

### Клима
| Клима Лиона (LYN), надморска висина: 197 m (646 ft), 1991–2020 нормале, ексреми 1920–садашњост | Клима Лиона (LYN), надморска висина: 197 m (646 ft), 1991–2020 нормале, ексреми 1920–садашњост | Клима Лиона (LYN), надморска висина: 197 m (646 ft), 1991–2020 нормале, ексреми 1920–садашњост | Клима Лиона (LYN), надморска висина: 197 m (646 ft), 1991–2020 нормале, ексреми 1920–садашњост | Клима Лиона (LYN), надморска висина: 197 m (646 ft), 1991–2020 нормале, ексреми 1920–садашњост | Клима Лиона (LYN), надморска висина: 197 m (646 ft), 1991–2020 нормале, ексреми 1920–садашњост | Клима Лиона (LYN), надморска висина: 197 m (646 ft), 1991–2020 нормале, ексреми 1920–садашњост | Клима Лиона (LYN), надморска висина: 197 m (646 ft), 1991–2020 нормале, ексреми 1920–садашњост | Клима Лиона (LYN), надморска висина: 197 m (646 ft), 1991–2020 нормале, ексреми 1920–садашњост | Клима Лиона (LYN), надморска висина: 197 m (646 ft), 1991–2020 нормале, ексреми 1920–садашњост | Клима Лиона (LYN), надморска висина: 197 m (646 ft), 1991–2020 нормале, ексреми 1920–садашњост | Клима Лиона (LYN), надморска висина: 197 m (646 ft), 1991–2020 нормале, ексреми 1920–садашњост | Клима Лиона (LYN), надморска висина: 197 m (646 ft), 1991–2020 нормале, ексреми 1920–садашњост | Клима Лиона (LYN), надморска висина: 197 m (646 ft), 1991–2020 нормале, ексреми 1920–садашњост |
| Показатељ \ Месец                                                                              | .Јан.                                                                                          | .Феб.                                                                                          | .Мар.                                                                                          | .Апр.                                                                                          | .Мај.                                                                                          | .Јун.                                                                                          | .Јул.                                                                                          | .Авг.                                                                                          | .Сеп.                                                                                          | .Окт.                                                                                          | .Нов.                                                                                          | .Дец.                                                                                          | .Год.                                                                                          |
| ---------------------------------------------------------------------------------------------- | ---------------------------------------------------------------------------------------------- | ---------------------------------------------------------------------------------------------- | ---------------------------------------------------------------------------------------------- | ---------------------------------------------------------------------------------------------- | ---------------------------------------------------------------------------------------------- | ---------------------------------------------------------------------------------------------- | ---------------------------------------------------------------------------------------------- | ---------------------------------------------------------------------------------------------- | ---------------------------------------------------------------------------------------------- | ---------------------------------------------------------------------------------------------- | ---------------------------------------------------------------------------------------------- | ---------------------------------------------------------------------------------------------- | ---------------------------------------------------------------------------------------------- |
| Апсолутни максимум, °C (°F)                                                                    | 19,1 (66,4)                                                                                    | 21,9 (71,4)                                                                                    | 26,0 (78,8)                                                                                    | 30,1 (86,2)                                                                                    | 34,2 (93,6)                                                                                    | 38,4 (101,1)                                                                                   | 40,4 (104,7)                                                                                   | 40,5 (104,9)                                                                                   | 35,8 (96,4)                                                                                    | 28,4 (83,1)                                                                                    | 23,0 (73,4)                                                                                    | 20,2 (68,4)                                                                                    | 40,5 (104,9)                                                                                   |
| Максимум, °C (°F)                                                                              | 7,1 (44,8)                                                                                     | 9,0 (48,2)                                                                                     | 13,8 (56,8)                                                                                    | 17,4 (63,3)                                                                                    | 21,5 (70,7)                                                                                    | 25,6 (78,1)                                                                                    | 28,2 (82,8)                                                                                    | 28,0 (82,4)                                                                                    | 23,1 (73,6)                                                                                    | 17,7 (63,9)                                                                                    | 11,4 (52,5)                                                                                    | 7,7 (45,9)                                                                                     | 17,5 (63,5)                                                                                    |
| Просек, °C (°F)                                                                                | 4,1 (39,4)                                                                                     | 5,2 (41,4)                                                                                     | 9,0 (48,2)                                                                                     | 12,3 (54,1)                                                                                    | 16,3 (61,3)                                                                                    | 20,3 (68,5)                                                                                    | 22,6 (72,7)                                                                                    | 22,3 (72,1)                                                                                    | 17,9 (64,2)                                                                                    | 13,7 (56,7)                                                                                    | 8,1 (46,6)                                                                                     | 4,8 (40,6)                                                                                     | 13,0 (55,4)                                                                                    |
| Минимум, °C (°F)                                                                               | 1,1 (34)                                                                                       | 1,4 (34,5)                                                                                     | 4,2 (39,6)                                                                                     | 7,2 (45)                                                                                       | 11,2 (52,2)                                                                                    | 15,0 (59)                                                                                      | 17,0 (62,6)                                                                                    | 16,6 (61,9)                                                                                    | 12,8 (55)                                                                                      | 9,6 (49,3)                                                                                     | 4,9 (40,8)                                                                                     | 2,0 (35,6)                                                                                     | 8,6 (47,5)                                                                                     |
| Апсолутни минимум, °C (°F)                                                                     | −23,0 (−9,4)                                                                                   | −22,5 (−8,5)                                                                                   | −10,5 (13,1)                                                                                   | −4,4 (24,1)                                                                                    | −3,8 (25,2)                                                                                    | 2,3 (36,1)                                                                                     | 6,1 (43)                                                                                       | 4,6 (40,3)                                                                                     | 0,2 (32,4)                                                                                     | −4,5 (23,9)                                                                                    | −9,4 (15,1)                                                                                    | −24,6 (−12,3)                                                                                  | −24,6 (−12,3)                                                                                  |
| Количина падавина, mm (in)                                                                     | 49,8 (1,961)                                                                                   | 41,6 (1,638)                                                                                   | 49,4 (1,945)                                                                                   | 68,9 (2,713)                                                                                   | 80,9 (3,185)                                                                                   | 74,1 (2,917)                                                                                   | 67,4 (2,654)                                                                                   | 65,5 (2,579)                                                                                   | 82,5 (3,248)                                                                                   | 99,8 (3,929)                                                                                   | 87,2 (3,433)                                                                                   | 53,7 (2,114)                                                                                   | 820,8 (32,315)                                                                                 |
| Дани са падавинама (≥ 1.0 mm)                                                                  | 8,1                                                                                            | 7,9                                                                                            | 8,4                                                                                            | 9,0                                                                                            | 10,3                                                                                           | 8,5                                                                                            | 7,5                                                                                            | 7,2                                                                                            | 7,3                                                                                            | 9,9                                                                                            | 9,4                                                                                            | 9,2                                                                                            | 102,8                                                                                          |
| Сунчани сати — месечни просек                                                                  | 71,1                                                                                           | 102,4                                                                                          | 173,7                                                                                          | 197,7                                                                                          | 223,8                                                                                          | 256,5                                                                                          | 288,1                                                                                          | 263,1                                                                                          | 204,1                                                                                          | 131,4                                                                                          | 78,9                                                                                           | 58,7                                                                                           | 2.049,5                                                                                        |
| Извор: Meteo France                                                                            |                                                                                                |                                                                                                |                                                                                                |                                                                                                |                                                                                                |                                                                                                |                                                                                                |                                                                                                |                                                                                                |                                                                                                |                                                                                                |                                                                                                |                                                                                                |

| Клима Лиона (LYN), надморска висина: 201 m, 1961-1990 нормале и екстреми | Клима Лиона (LYN), надморска висина: 201 m, 1961-1990 нормале и екстреми | Клима Лиона (LYN), надморска висина: 201 m, 1961-1990 нормале и екстреми | Клима Лиона (LYN), надморска висина: 201 m, 1961-1990 нормале и екстреми | Клима Лиона (LYN), надморска висина: 201 m, 1961-1990 нормале и екстреми | Клима Лиона (LYN), надморска висина: 201 m, 1961-1990 нормале и екстреми | Клима Лиона (LYN), надморска висина: 201 m, 1961-1990 нормале и екстреми | Клима Лиона (LYN), надморска висина: 201 m, 1961-1990 нормале и екстреми | Клима Лиона (LYN), надморска висина: 201 m, 1961-1990 нормале и екстреми | Клима Лиона (LYN), надморска висина: 201 m, 1961-1990 нормале и екстреми | Клима Лиона (LYN), надморска висина: 201 m, 1961-1990 нормале и екстреми | Клима Лиона (LYN), надморска висина: 201 m, 1961-1990 нормале и екстреми | Клима Лиона (LYN), надморска висина: 201 m, 1961-1990 нормале и екстреми | Клима Лиона (LYN), надморска висина: 201 m, 1961-1990 нормале и екстреми |
| Показатељ \ Месец                                                        | .Јан.                                                                    | .Феб.                                                                    | .Мар.                                                                    | .Апр.                                                                    | .Мај.                                                                    | .Јун.                                                                    | .Јул.                                                                    | .Авг.                                                                    | .Сеп.                                                                    | .Окт.                                                                    | .Нов.                                                                    | .Дец.                                                                    | .Год.                                                                    |
| ------------------------------------------------------------------------ | ------------------------------------------------------------------------ | ------------------------------------------------------------------------ | ------------------------------------------------------------------------ | ------------------------------------------------------------------------ | ------------------------------------------------------------------------ | ------------------------------------------------------------------------ | ------------------------------------------------------------------------ | ------------------------------------------------------------------------ | ------------------------------------------------------------------------ | ------------------------------------------------------------------------ | ------------------------------------------------------------------------ | ------------------------------------------------------------------------ | ------------------------------------------------------------------------ |
| Апсолутни максимум, °C (°F)                                              | 16,3 (61,3)                                                              | 21,4 (70,5)                                                              | 25,7 (78,3)                                                              | 28,0 (82,4)                                                              | 29,4 (84,9)                                                              | 34,4 (93,9)                                                              | 39,8 (103,6)                                                             | 37,1 (98,8)                                                              | 33,8 (92,8)                                                              | 28,4 (83,1)                                                              | 22,6 (72,7)                                                              | 20,2 (68,4)                                                              | 39,8 (103,6)                                                             |
| Средњи максимум, °C (°F)                                                 | 10,2 (50,4)                                                              | 14,4 (57,9)                                                              | 15,9 (60,6)                                                              | 18,6 (65,5)                                                              | 23,1 (73,6)                                                              | 28,8 (83,8)                                                              | 32,8 (91)                                                                | 28,1 (82,6)                                                              | 27,3 (81,1)                                                              | 19,7 (67,5)                                                              | 14,1 (57,4)                                                              | 9,5 (49,1)                                                               | 32,8 (91)                                                                |
| Максимум, °C (°F)                                                        | 6,1 (43)                                                                 | 8,2 (46,8)                                                               | 11,6 (52,9)                                                              | 15,2 (59,4)                                                              | 19,1 (66,4)                                                              | 22,9 (73,2)                                                              | 26,1 (79)                                                                | 26,0 (78,8)                                                              | 22,4 (72,3)                                                              | 17,1 (62,8)                                                              | 10,0 (50)                                                                | 6,4 (43,5)                                                               | 15,93 (60,67)                                                            |
| Просек, °C (°F)                                                          | 3,0 (37,4)                                                               | 4,9 (40,8)                                                               | 7,4 (45,3)                                                               | 10,2 (50,4)                                                              | 14,0 (57,2)                                                              | 17,6 (63,7)                                                              | 20,6 (69,1)                                                              | 20,0 (68)                                                                | 17,1 (62,8)                                                              | 12,7 (54,9)                                                              | 6,7 (44,1)                                                               | 3,9 (39)                                                                 | 11,51 (52,73)                                                            |
| Минимум, °C (°F)                                                         | 0,2 (32,4)                                                               | 1,4 (34,5)                                                               | 2,9 (37,2)                                                               | 5,2 (41,4)                                                               | 9,1 (48,4)                                                               | 12,5 (54,5)                                                              | 14,8 (58,6)                                                              | 14,4 (57,9)                                                              | 11,7 (53,1)                                                              | 8,3 (46,9)                                                               | 3,5 (38,3)                                                               | 0,7 (33,3)                                                               | 7,06 (44,71)                                                             |
| Средњи минимум, °C (°F)                                                  | −7,0 (19,4)                                                              | −4,7 (23,5)                                                              | −1,4 (29,5)                                                              | 3,2 (37,8)                                                               | 7,6 (45,7)                                                               | 10,9 (51,6)                                                              | 13,1 (55,6)                                                              | 12,9 (55,2)                                                              | 8,1 (46,6)                                                               | 4,5 (40,1)                                                               | 1,0 (33,8)                                                               | −4,7 (23,5)                                                              | −7 (19,4)                                                                |
| Апсолутни минимум, °C (°F)                                               | −23,0 (−9,4)                                                             | −19,3 (−2,7)                                                             | −10,5 (13,1)                                                             | −3,2 (26,2)                                                              | −0,3 (31,5)                                                              | 3,6 (38,5)                                                               | 6,1 (43)                                                                 | 5,2 (41,4)                                                               | 1,9 (35,4)                                                               | −3,2 (26,2)                                                              | −7,1 (19,2)                                                              | −16,0 (3,2)                                                              | −23 (−9,4)                                                               |
| Количина падавина, mm (in)                                               | 54,0 (2,126)                                                             | 53,8 (2,118)                                                             | 72,2 (2,843)                                                             | 56,1 (2,209)                                                             | 72,6 (2,858)                                                             | 73,2 (2,882)                                                             | 54,5 (2,146)                                                             | 71,6 (2,819)                                                             | 53,2 (2,094)                                                             | 56,2 (2,213)                                                             | 68,0 (2,677)                                                             | 55,8 (2,197)                                                             | 741,2 (29,182)                                                           |
| Дани са падавинама (≥ 1.0 mm)                                            | 10,4                                                                     | 9,3                                                                      | 9,7                                                                      | 9,6                                                                      | 10,9                                                                     | 8,2                                                                      | 6,8                                                                      | 8,2                                                                      | 7,3                                                                      | 8,5                                                                      | 8,9                                                                      | 9,8                                                                      | 107,6                                                                    |
| Дани са снегом                                                           | 5,5                                                                      | 3,9                                                                      | 2,5                                                                      | 1,1                                                                      | 0,0                                                                      | 0,0                                                                      | 0,0                                                                      | 0,0                                                                      | 0,0                                                                      | 0,0                                                                      | 2,0                                                                      | 4,6                                                                      | 19,6                                                                     |
| Релативна влажност, %                                                    | 84                                                                       | 80                                                                       | 74                                                                       | 71                                                                       | 72                                                                       | 70                                                                       | 65                                                                       | 70                                                                       | 76                                                                       | 82                                                                       | 84                                                                       | 86                                                                       | 76,2                                                                     |
| Сунчани сати — месечни просек                                            | 62,6                                                                     | 89,8                                                                     | 147,5                                                                    | 184,2                                                                    | 215,9                                                                    | 250,9                                                                    | 292,6                                                                    | 259,0                                                                    | 208,1                                                                    | 134,3                                                                    | 75,3                                                                     | 55,4                                                                     | 1.975,6                                                                  |
| Сунчано време — месечни проценти                                         | 23                                                                       | 31                                                                       | 41                                                                       | 46                                                                       | 47                                                                       | 54                                                                       | 62                                                                       | 60                                                                       | 56                                                                       | 40                                                                       | 27                                                                       | 21                                                                       | 42,3                                                                     |
| Извор #1: NOAA                                                           |                                                                          |                                                                          |                                                                          |                                                                          |                                                                          |                                                                          |                                                                          |                                                                          |                                                                          |                                                                          |                                                                          |                                                                          |                                                                          |
| Извор #2: Infoclimat.fr (humidity)                                       |                                                                          |                                                                          |                                                                          |                                                                          |                                                                          |                                                                          |                                                                          |                                                                          |                                                                          |                                                                          |                                                                          |                                                                          |                                                                          |

## Демографија
| 1962.   | 1968.   | 1975.   | 1982.   | 1990.   | 1999.   | 2006.   | 2011.   |
| ------- | ------- | ------- | ------- | ------- | ------- | ------- | ------- |
| 528.535 | 527.800 | 456.716 | 413.095 | 415.487 | 445.452 | 472.305 | 491.268 |

### Познате личности
У Лиону су рођени римски императори Клаудије I и Каракала, физичар Андре Мари Ампер, писац Антоан де Сент-Егзипери, као и проналазачи модерног биоскопа, браћа Лимијер.

## Привреда
Лион је један од најстаријих центара за производњу фајанса, мајолике и свиле. Ове технологије су овамо стигле у 16., 17. и средином 18. века из Италије и Кине.
Најпознатија компанија у Лиону је седиште банке Креди Лионе (Crédit Lyonnais). У Лиону се налази и фармацеутска фирма Авентис (Aventis). Од осталих грана индустрије, истиче се рафинерија нафте.

## Партнерски градови
Лион је пробни град програма „Интеркултурални градови“ Савета Европе и Европске комисије. Лион је побратимљен са:
- Јерихон
- Лајпциг
- Лођ
- Варна
- Бирмингем
- Милано
- Франкфурт на Мајни
- Сент Луис[27]
- Гуангџоу
- Биршеба
- Минск
- Јокохама
- Крајова
- Санкт Петербург
- Манила
- Јереван
- Бејрут
- Куритиба
- Алеп
- Миколајив
- Печуј
- Кутаиси
- Гетеборг

## Галерија
- Средњовековна и ренесансна четврт старог Лиона
- Градска већница
- Позориште Селестан
- Галско-римски театар
- Црвена кула у старом Лиону
- Парк Златна глава
- Поглед ноћу на палату Сен Жан и базилику Нотр Дам де Фурвијер
- Мост Бонапарта ноћу